# Aardman Animations
Aardman Animations — анімаційна студія в Бристолі, Велика Британія, відома пластиліновими фільмами Ніка Парка про Воллеса і Громіта і мультфільмом «Втеча з курника».
Створена в 1972 році Пітером Лордом і Девідом Спрокстоном. Ще до створення студії їм вдалося продати двадцятисекундний мультфільм студії BBC. Назва компанії походить від одного з її персонажів — Aardman (від дан. Aard — «земля», і англ. man — «людина»). В 1976 році аніматори для програми BBC створили пластилінового героя Морфа. Згодом Морф брав участь у серіалі «Дивовижні пригоди Морфа».
З моменту заснування творці збиралися створювати анімацію для всіх віків. У 1982 телеканал «Channel 4» доручив студії зробити серії фільмів, засновані на реальних розмовах. Результатом стала серія п'ятихвилинних фільмів «Conversation Pieces».
У 1985 році до студії приєднався Нік Парк. У 1986 році був знятий кліп на пісню Пітера Гебріела «Кувалда». У 1989 році телеканал «Channel 4» доручив студії створити ще фільмів-п'ятихвилинок. До них увійшли «Воєнна історія» (Пітер Лорд), «Вперед» (Баррі Первес), «Відступ» (Річард Голежовскі) і «У світі тварин» (Нік Парк). Останній отримав Оскара за найкращий короткий анімаційний фільм 1990 року.
У 1989 році студія почала зйомки серії Ніка Парка Воллес і Громіт. У цьому ж році був знятий «Пікнік на Місяці», в 1993 — «Неправильні штани», в 1995 — «Стрижка „під нуль“». Потім студія випустила фільм «Порося Вата». Студії почали замовляти рекламні ролики. У список клієнтів входять Chevron, PG Tips, Nike, Dr Pepper та інші. Студія виробляє в середньому 25-30 рекламних роликів на рік.
Протягом дев'яностих років була заснована додаткова студія Aardman. «Втеча з курника» (2000 рік) був першим фільмом, знятим у новій студії.
У 2003 році вийшов серіал «Злісний хлопчик», восени того ж року — «У світі тварин» дебютував як анімаційний серіал. Друга частина вийшла у 2005 році. Сюжетом кожного з епізодів є взяття «інтерв'ю» у тварин в їх природному середовищі. При створенні серіалу була використана новаторська технологія, за якою спочатку у звичайних англійців бралося інтерв'ю, а потім на отриманий матеріал накладалася відео з пластиліновою анімацією тварин, спеціально підібраних під характер інтерв'юйованого. У 2007 році з'явилася серія коротких (по 7 хвилин) анімаційних фільмів про життя стада овець «Баранчик Шон». Прем'єра перших серій відбулася у Великій Британії в березні 2007 року. Усього було знято 4 сезони по 20 фільмів.

## Фільмографія
- Втеча з курника (2000)
- Воллес і Громіт: Прокляття кролика-перевертня (2005)
- Змивайся (2006)
- Секретна служба Санта-Клауса (2011)
- Пірати! Банда невдах (2012)
- Баранчик Шон (2015)
- Дикі предки (2018)
- Баранчик Шон: Фермагеддон (2019)
- Втеча з курника 2 (2023)
- Воллес і Ґроміт: Перната відплата (2024)